# 威斯咩
威斯咩（1888年3月23日—1968年12月28日），加拿大卑詩省律師、政治人物，卑詩自由黨籍。
1888年生於安大略省瑟頓。1933至1941年任卑詩省省議會議員，代表溫哥華中心選區。1945至1952年再度出任該選區之省議員。1947年尋求擔任卑詩自由黨黨魁，以8票之差落敗。曾任卑詩省律政廳長（1937至1941年及1946至1952年）、勞工廳長（1947至1949年）。1950年擔任律政廳長期間解散卑詩省省警，改由皇家加拿大騎警負責該省警政。1968年在卑詩省維多利亞逝世，享壽80歲。